# Neelides folsomi
Neelides folsomi is een springstaartensoort uit de familie van de Neelidae. De wetenschappelijke naam van de soort is voor het eerst geldig gepubliceerd in 1912 door Caroli.